# 목면초등학교
목면초등학교는 대한민국 충청남도 청양군 목면 안심리에 있는 공립 초등학교다.

## 학교 연혁
- 1935년 6월 15일 목면공립보통학교(4년제) 개교
- 1938년 4월 1일 목면공립심상소학교 개칭
- 1941년 4월 1일 목면공립국민학교 개칭
- 1963년 3월 1일 최다 학급편성(17학급, 1090명)
- 1967년 3월 1일 문성국민학교 승격 분리
- 1982년 3월 8일 병설유치원 개원
- 1995년 3월 1일 농촌형 급식학교 운영
- 1996년 3월 1일 목면초등학교로 교명 개칭
- 2002년 12월 16일 본관 2층 증축 (교실 4, 다목적실 1)
- 2006년 3월 1일 문성초등학교와 통폐합
- 2006년 11월 24일 특별실 4실 증축
- 2007년 11월 14일 도서관 개관
- 2014년 11월 13일 운동장 확장공사 준공
- 2022년 2월 11일 제84회 졸업(총4232명)
- 2022년 3월 2일 6학급 편성

## 참고 자료
- 목면초등학교 - 한국교육학술정보원 학교알리미